# MX Revolution

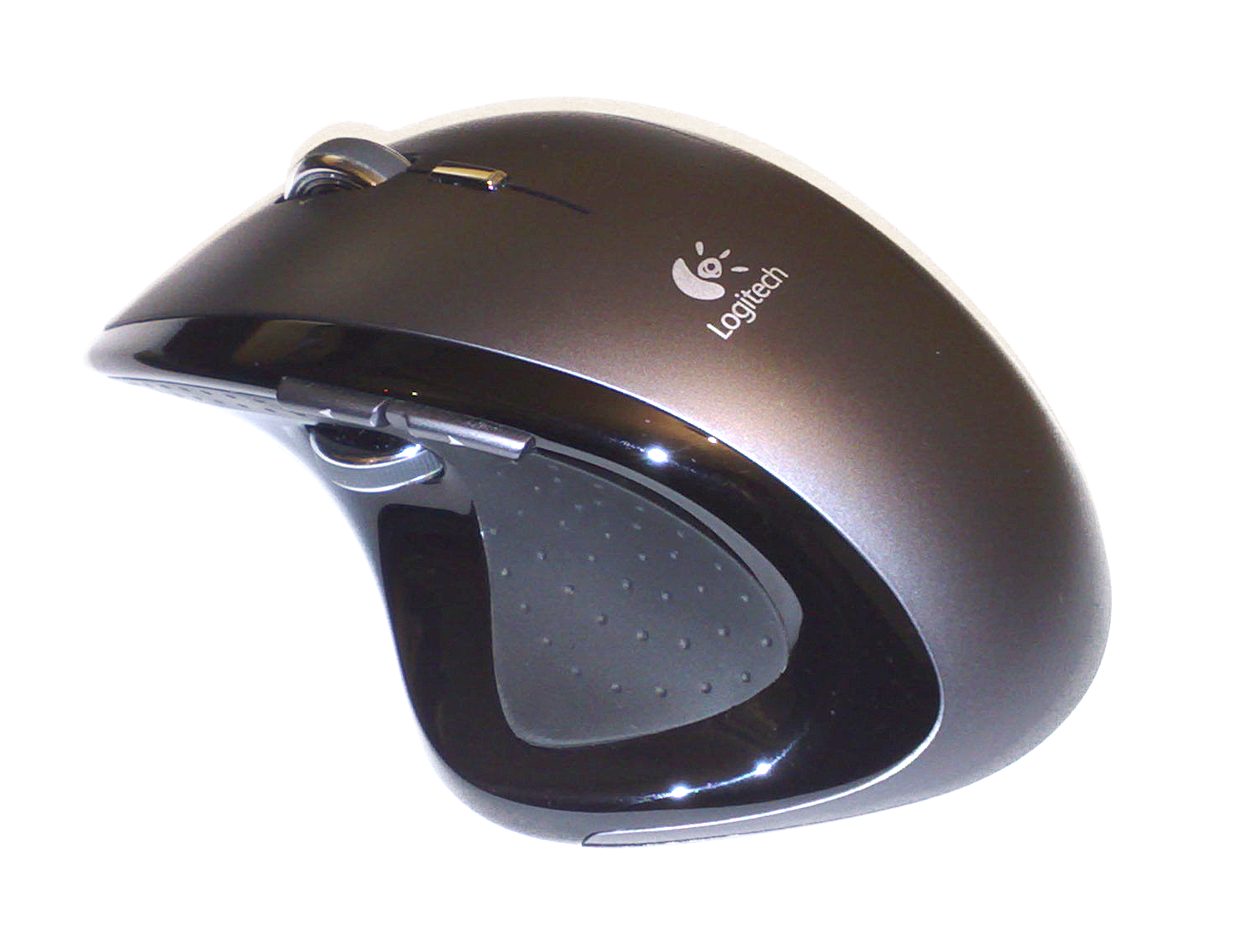
Logitech MX Revolution.

El Logitech MX Revolution es un ratón inalámbrico láser fabricado por Logitech. El ratón cuenta con una rueda libre de fricción, para recorrer verticalmente una página o documento en segundos con un simple movimiento. VX Revolution es el ratón equivalente de Logitech adaptado para los portátiles.

## Diseño
El MX Revolution opta por un diseño ergonómico para adecuar el ratón a la comodidad del usuario, manteniendo así la posición natural de la mano. Se ha creado para ello una profunda hendidura para el pulgar, con dos botones de navegación y una rueda (scroll) secundaria. La goma antideslizante implantada en la hendidura del pulgar y en el lateral derecho del ratón facilita su sujeción, mientras una superficie brillante esfinge el ratón.
Sin embargo, sólo existe el diseño del MX Revolution para personas diestras, ya que aunque los botones son programables, la forma del ratón no se adapta a la simetría de la mano izquierda.

## Características
El ratón MX Revolution cuenta con un receptor Universal Serial Bus (USB) 2.0, que se comunica con el ratón mediante una tecnología digital inalámbrica "propietaria" de 2,4 GHz  (Logitech Unifying, no compatible con Bluetooth), que puede operar en un radio de 10 metros. El ratón es alimentado por una batería de litio inamovible colocada en su interior, recargable mediante un cargador donde el ratón deberá estar posado. El ratón incluye un display con 4 LEDs donde indica el nivel de batería actual, tornándose éstos a rojo indicando que la carga de batería es crítica y el ratón debe ser cargado cuanto antes. El sensor óptico dispone de un pequeño láser infrarrojo (848 nm) que proporciona una precisión de 800ppp.
Los botones ascienden a diez. Además de los click izquierdo y derecho, tiene dos en la rueda central desplazándola hacia la izquierda o derecha, y debajo de ella, un botón de búsqueda que nos lanzará el buscador predeterminado en cada aplicación. En el lateral izquierdo se incluyen dos botones de navegación y debajo una rueda secundaria. Esta rueda es especial, ya que sólo se puede empujar hacia delante, hacia atrás o presionarla hacia dentro (a modo de tres botones) sin funcionalidad de hacer scroll, ya que al soltarla vuelve a su posición original. 
Todos estos botones son programables mediante el software SetPoint de Logitech, excepto los botones de click izquierdo y derecho.

## Rueda Libre
Logitech ha implantado en este modelo de ratón la rueda MicroGear Precision creada por ellos mismos. Esta rueda tiene la característica de tener dos modos de scrolling:
1. El modo hyper-fast nos elimina la fricción en la rueda, permitiéndola girar indefinidamente hasta que el usuario la pare. Muy útil para desplazarse verticalmente sobre documentos o páginas largas de extremo a extremo.
2. El modo click-to-click permite girar la rueda unos pocos grados, con una gran precisión para moverse en zonas muy pequeñas.

Estos modos de scrolling pueden alternarse de dos maneras: haciendo click en la rueda del ratón, o mediante la tecnología SmartShift de Logitech. Esta tecnología detecta automáticamente la aplicación en curso, y adapta la sensibilidad de la rueda gracias a sus sensores. 
Como todas las características de este ratón, puede configurarse qué modo se activará al inicio de cada aplicación mediante el software SetPoint.

## Especificaciones

### Modelo
- Marca: Logitech
- Modelo: MX Revolution

### Conexiones
- Tipo: Inalámbrico
- Interfaz: USB 2.0
- Frecuencia Inalámbrica: 2.4 GHz
- Rango operativo: 10 metros

### Características
- Tecnología: Láser
- Precisión: 800ppp
- Alimentación: Batería recargable
- Rueda principal: MicroGear Precision. Funcionalidades en las tres dimensiones
- Rueda secundaria: Funcionalidades en dos dimensiones
- Botones programables: Sí

## Compatibilidad
Este ratón es multiplataforma, y Logitech garantiza su uso con todas las funcionalidades (instalando el software SetPoint) en Windows XP, Windows Vista, Windows 7 y Mac OSX 10.2.8 o posterior.